# Vexillum multitriangulum
Vexillum multitriangulum is een slakkensoort uit de familie van de Costellariidae. De wetenschappelijke naam van de soort is voor het eerst geldig gepubliceerd in 1998 door Salisbury & Callomon.